# 马里纳斯·范德吕伯
马里纳斯·范德吕伯（荷蘭語：Marinus van der Lubbe，發音：[maːˈrinʏs fɑn dər ˈlʏbə]；1909年1月13日—1934年1月10日），荷兰人，共产主義者、建筑工人，生于南荷兰省莱顿，是1933年德國国会纵火案的主犯，次年被處決。

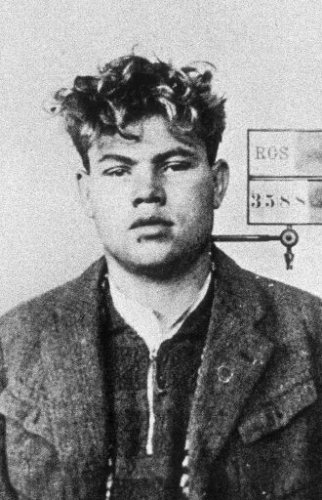
马里纳斯·范德吕伯

## 簡介
范德吕伯1933年2月27日在纳粹德国国会大厦纵火被审判，该事件被称为国会纵火案。
范德吕伯被審訊後，承認為了反纳粹化而縱火。歷史學家的共識是范德吕伯的確參與了國會縱火，但對是否有共犯、是否為德国共产党指使有分歧。
希特勒刻意針對范德吕伯，原本縱火多是無期徒刑，但纳粹設法通過了一則有追溯性的法律，使范德吕伯被定了死刑，1934年1月10日于莱比锡以斷頭臺斬首，頭與軀幹縫合後安葬。
希特勒也因此打造了《国会纵火法》（正名《保護人民和國家的總統法令》）。该法废除了许多《魏玛宪法》赋予公民的权利及自由，在纳粹党当权时期亦成为监禁異議人士和镇压不与纳粹政权合作的报刊的法律依据。这一法令的頒布被历史学家认作魏玛共和过渡到纳粹一党专政的关键历史事件之一。